# Бекетово (Кармаскалинський район)
Беке́тово (рос. Бекетово, башк. Бекетов) — село у складі Кармаскалинського району Башкортостану, Росія. Входить до складу Підлубовської сільської ради.
Населення — 633 особи (2010; 745 в 2002).
Національний склад:
- росіяни — 66 %